# 文特諾城 (新澤西州)
文特諾城（英語：Ventnor City）是一個位於美國新澤西州大西洋縣的城市。

## 人口
根據2020年美國人口普查的數據，文特諾城的面積為9.13平方千米，當中陸地面積為5.06平方千米，而水域面積為4.06平方千米。當地共有人口9210人，而人口密度為每平方千米1,009人。